# Blaukappenamazone
Die Blaukappenamazone (Amazona finschi) ist eine Papageienart aus der Unterfamilie der Neuweltpapageien. Die wissenschaftliche Namensgebung der Blaukappenamazone erfolgte nach dem deutschen Forschungsreisenden und Ornithologen Otto Finsch.

## Beschreibung
Die Grundfärbung des Gefieders dieser 33 Zentimeter groß werdenden Amazonenart ist grün. Die Gefiederfärbung an der Körperunterseite ist dabei etwas blasser und gelblicher.
Am Kopf ist der hintere Scheitel, die Nackenseiten sowie der Nacken bläulich, die Federn sind an diesen Stellen dunkel gesäumt. Die Wangen und die Ohrendecken sind dagegen von einem gelblichen Grün, ohne dass die Federn dunkle Säume aufweisen. Die Stirn sowie der vordere Scheitel und die Augenzügel sind kastanienbraun gefiedert. Die Handschwingen sind von blauvioletter Farbe. Der Schnabel ist hornfarben, die Iris orange bis rot. Die Füße sind dagegen grünlich-grau gefärbt. Die Art weist keinen Geschlechtsdimorphismus auf.

## Verbreitung und Lebensraum
Die Blaukappenamazone ist im Westen Mexikos verbreitet. Sie kommt dort vorwiegend in Höhenlagen zwischen 500 und 1800 Meter vor. Ihr Lebensraum sind die waldreichen Vorgebirge und niederen Gebirgsregionen.

## Lebensweise und Sozialverhalten
Während der Brutzeit sind die Vögel überwiegend paarweise oder in kleinen Gruppen zu beobachten. Außerhalb der Brutzeit sind die Vögel häufig in sehr großen, zweihundert bis dreihundert Individuen umfassenden Schwärmen zu beobachten. Blaukappenamazonen leben wie andere Amazonenpapageien von Samen, Früchten, Beeren, Nüssen und Knospen. Sie fallen auch in landwirtschaftlich genutzte Flächen ein und richten insbesondere auf Bananenplantagen und Getreidefeldern Schäden an. 

## Bedrohung und Schutz
Der Gesamtbestand der Blaukappenamazone wird auf 7.000 bis 10.000 Vögel geschätzt und von der IUCN als endangered (stark gefährdet) eingestuft. Seit 2004 wird die Art im Anhang I des Washingtoner Artenschutzübereinkommens geführt.
Die Art wird sowohl von Privatleuten als auch von Zoos gehalten und erfolgreich gezüchtet.